# Pegas (bicicletă)
Pegas este numele unei biciclete produse în România începând din 1972, când iese pe piață primul model pentru adulți.

## Istoria
Producția începe în anul 1972 la Uzina Mecanică Tohan, când iese pe piață primul model pentru adulți. În 1975 sunt produse primele biciclete Pegas pentru copii sub 10 ani și primele biciclete de cameră, iar apoi, în anii '80, seria Pegas se diversifică, apar bicicletele cu mai multe viteze, printre care Pegas 1027 Campion având cinci viteze. În anii '90 este produsă bicicleta de munte și cea pentru cros, cea de munte având 18 viteze și frâne Cantilever, iar bicicletele de cameră fiind dotate cu bord electronic.
În 2012, antreprenorii Andrei Botescu și Alexandru Manda cumpără marca Pegas și înființează la București Atelierele Pegas, în care se reia producția de biciclete.

## Numele și sigla
Sigla mărcii, calul înaripat Pegas, este împrumutată din mitologia greacă ca „simbol al inspirației poetice”. Unul dintre sloganurile fabricii este luat dintr-o scrisoare a scriitorului francez Gustave Flaubert: „Pegas mai des merge decât galopează: tot talentul este să știi să-l strunești ca să meargă cu viteza dorită”. Curajul, iuțeala și spiritul aventuros sunt câteva trăsături definitorii de-ale Pegasului mitologic, împrumutate de producătorul de biciclete românești.

## Legături externe
- ***, „Bicicletele Pegas, readuse la viață de doi antreprenori români” Arhivat în 21 mai 2012, la Wayback Machine., b1.ro.
- Delia Chilianu, Și-au scos de la naftalină bicicletele Pegas Arhivat în 30 decembrie 2012, la Wayback Machine., Libertatea, 24 septembrie 2012.